# Wicksita
La wicksita es un mineral de la clase de los minerales fosfatos, y dentro de esta pertenece al llamado “grupo de la wicksita”. Fue descubierta en 1979 en el distrito minero de Dawson City (Canadá), siendo nombrada así en honor de Frederick J. Wicks, mineralogista canadiense. Un sinónimo es su clave: IMA1979-019.

## Características químicas
Es un fosfato hidratado de sodio, calcio, hierro y manganeso.
Además de los elementos de su fórmula, suele llevar como impureza magnesio.

## Formación y yacimientos
Se ha encontrado en nódulos en yacimientos calizos en una formación geológica con hierro.
Suele encontrarse asociado a otros minerales como: wolfeíta, satterlyita, maricita, ludlamita, vivianita, pirita o cuarzo.